# Calentadores
Calentadores är en ort i Mexiko.   Den ligger i kommunen Pánuco och delstaten Veracruz, i den östra delen av landet, 300 km norr om huvudstaden Mexico City. Calentadores ligger 8 meter över havet och antalet invånare är 570.
Terrängen runt Calentadores är platt. Havet är nära Calentadores åt nordost. Runt Calentadores är det ganska glesbefolkat, med 34 invånare per kvadratkilometer. Närmaste större samhälle är Pánuco, 16,5 km sydväst om Calentadores. 